# 고쿠보 히로키
고쿠보 히로키(일본어: 小久保 裕紀, 1971년 10월 8일 ~ )는 일본의 전 프로 야구 선수이자 야구 지도자, 야구 해설가·평론가이다. 와카야마현 와카야마시 출신이며 현역 시절 포지션은 내야수였다. 현재 후쿠오카 소프트뱅크 호크스의 감독이다.
선수 시절 후쿠오카 소프트뱅크 호크스(후쿠오카 다이에 호크스)와 요미우리 자이언츠에서 내야수로서 활약을 하였고 양 구단에서 주장을 맡았다. 2005년부터 2009년까지 사단법인 일본 프로 야구 선수회의 제10대 이사장을 역임했다. 은퇴 후인 2013년부터는 NHK의 야구 해설자를 맡는 한편, 2013년부터 2017년까지 일본 야구 국가대표팀(사무라이 재팬)의 감독을 맡았다. 2021년 시즌에는 후쿠오카 소프트뱅크 호크스 수석 코치, 2022년부터 2023년까지 소프트뱅크 2군 감독을 맡았고 2024년 시즌부터 1군 감독을 맡게 됐다.

## 인물

### 프로 입단 전
와카야마현 와카야마시에서 태어나 와카야마 시립 세이와 중학교에 입학하여 야구부에 소속되었다. 와카야마 현립 세이린 고등학교를 거쳐 아오야마가쿠인 대학에 진학, 도토대학 리그에서는 통산 40경기에 출전해 타율 2할 9푼 1리, 8홈런, 23타점을 기록했다. 1993년에는 팀의 주장으로 발탁되어 처음으로 대학야구 우승에 기여했다.
1992년에 대학생으로서는 유일하게 바르셀로나 올림픽 야구 일본 국가대표팀 선수로 발탁되면서 예선 리그에서는 2개의 홈런을 때려냈다. 후에 메이저 리그에서 활약하는 노마 가르시아파라나 제이슨 지암비가 소속된 미국과의 맞대결에 승리하여 동메달을 획득했는데 여기서 고쿠보는 선제타를 포함한 2개의 적시 2루타를 때려내면서 팀 승리에 기여했다.
요미우리 자이언츠와 후쿠오카 다이에 호크스와의 경합 끝에 다이에 호크스를 역지명했고 프로야구 드래프트 회의에서는 2순위로 지명받아 입단했다. 등번호는 9번으로 배정되었고 연봉은 1200만 엔과 계약금은 최고 금액인 1억 6,000만 엔이었다(이하 금액은 추정).

### 후쿠오카 다이에 호크스 시절

#### 1994년
이듬해 1994년, 스프링 캠프에서 다카바타케 미치히로 타격 코치의 지도를 받았고 시범경기에서는 기대 이상의 성적을 남기는 등의 활약으로 개막전에는 6번·우익수로서 출전했지만 6타수 무안타라는 부진을 겪었다. 그 후에도 뚜렷한 활약은 없었는데 7월 5일의 지바 롯데 마린스전에서는 소노카와 가즈미로부터 34경기, 67번째 타석에서 첫 홈런을 기록하는 등 최종적으로 시즌 타율 2할 1푼 5리, 6개의 홈런을 남겼다. 이 현상을 타파하기 위해 시즌 종료 후 하와이에서 열린 ‘하와이 윈터 베이스볼’에 참가해 수위타자와 MVP를 차지했다. 그리고 오 사다하루(그 해 시즌 종료 후 다이에의 감독으로 취임)가 하와이 현지로 급히 찾아오면서 고쿠보는 우승 결정전에서 홈런을 때려내 팀의 우승을 이끌었다.

#### 1995년
주전 2루수를 차지하여 전체 130경기 출전 기록을 달성했고 넓은 후쿠오카 돔을 연고지로 하면서 28개의 최다 홈런을 기록해 퍼시픽 리그 홈런왕 타이틀을 차지했다. 그의 친구인 오릭스 블루웨이브의 이치로(25홈런)와의 6관왕을 3개 차로 저지했다. 그 해 센트럴 리그의 홈런왕은 에토 아키라(히로시마 도요 카프)가 차지했다. 숫자 자체를 비교하면 평범하게 보이지만 그 배경으로는 퍼시픽 리그 팀의 구장이 과거에 비해 넓어졌다는 것에 있다(그린 스타디움 고베, 지바 마린 스타디움, 후쿠오카 돔 등). 퍼시픽 리그 팀 전체가 홈런 개수는 적었는데 리그 1위인 9개의 3루타와 5할 4푼 8리의 장타율을 기록했다. 그 해 올스타전 팬 투표에서 1위로 선정되는 등 처음으로 올스타전에 출전해 히로시마 시민 구장에서 열린 2차전에서는 후루미조 가쓰유키로부터 우측담장을 향해 홈런을 때린 것을 포함한 3안타를 기록했다. 정규 시즌에서의 타순에 관해서는 4월에 1경기를 제외한 모든 경기에서 8번 타자로 뛰었고 처음으로 4번을 맡은 것은 5월 26일 긴테쓰 버펄로스와의 경기였다.

#### 1996년
쓰노 히로시로부터 데뷔 이후 처음으로 만루 홈런을 때려내는 등 2년 연속 20홈런 이상을 기록했다. 그러나 거듭된 타격 부진으로 인해 안정감이 떨어지면서 타율 2할 4푼 7리를 기록했고 팀도 3년 만에 최하위인 6위로 끝났다.

#### 1997년
8월말부터는 1루를, 마지막 남은 9경기에서는 3루를 지켰을 뿐만 아니라 2년 만에 135경기를 모두 출전하는 등 타율 3할 2리, 36홈런, 114타점의 좋은 성적을 남겼다. 도밍고 마르티네스(세이부 라이온스)와의 치열한 타이틀 경쟁을 펼친 끝에 타점왕을 차지했고 2루타 37개, 장타율 5할 8푼 8리, 310루타는 각각 리그 1위를 기록했다. 야구체육박물관에서는 ‘센트럴의 마쓰이 히데키, 퍼시픽의 고쿠보’라는 제목의 포스터 모델로도 등장했다.
그러나 시즌 종료 후 프로 야구 탈세 사건이 일어나면서 자신도 그 사건에 연루돼 주범격의 한 사람으로서 징역 1년에 집행유예 2년, 벌금 700만 엔을 선고받았고 일본 야구 기구로부터 8주간의 출장 정지와 벌금 400만 엔의 징계를 받았다.

#### 1998년
하마나 지히로와 이구치 다다히토를 2루수와 유격수로서 주전으로 고정하기 위해 전년도 베스트 나인에 선정되었지만 2루를 지키지 않게 되었다. 출장 정지 기간부터 복귀한 5월 30일에 4번·3루수로 출전하여 2안타를 때려냈지만 1개월도 지나지 않은 시점에 오른쪽 어깨 부상에 의해 전력에서 이탈되었고 17경기의 출전에 홈런은 2개, 타율은 2할 2푼 5리에 그쳤다.

#### 1999년
부상당한 어깨 때문에 슬럼프를 겪으면서 부진에 시달렸지만 오 사다하루 감독에 의해서 시즌을 통해 4번 타자를 맡았다. 전반기에는 뚜렷한 활약을 보여주지 못하고 타율은 1할 8푼 5리의 저조한 성적을 남겼지만 9월이 시작된 이후 4경기에서 4개의 홈런을 때려내는 등 후반기에 3할을 넘는 높은 타율을 기록했다. 우승 결정전에서는 7회말에 닛폰햄 파이터스의 가네무라 사토루로부터 추정 비거리 140m가 되는 동점 홈런을 날리는 등 호크스의 후쿠오카 이전 이후 처음으로 리그 우승 달성에 기여했다. 최종적으로는 타율 2할 3푼 4리, 24홈런, 77타점까지 반격하고, 홈런과 타점은 팀내 1위를 기록했다. 일본 시리즈에서도 주니치 드래건스와 상대해 모든 경기에서 4번·3루수를 맡았으며 초반에 안타조차 때려낼 수는 없었지만 3차전에서 첫 안타를 간신히 때려냈다. 이후 나고야 돔에서 열린 4차전에서는 전년도까지 다이에 호크스에서 활약했던 다케다 가즈히로로부터 홈런을 때려내는 등 팀의 일본 시리즈 우승에 기여했다.

#### 2000년
그 해부터는 본격적으로 3루수로 고정됨과 동시에 다이에의 선수회장으로 취임했고 개막 이후부터 6경기에서 무려 6개의 홈런을 기록하는 등 순조로운 시작을 보였다. 오랜 부상에 시달렸던 엄지 손가락에 통증이 있음에도 불구하고 5월에는 오구라 히사시로부터 데뷔 이후 처음으로 역전 끝내기 홈런을 때려냈다. 6월 20일의 오릭스전에서 7월 4일의 지바 롯데전까지 10경기 연속 타점과 21경기 연속 안타를 때려내는 등 3할 9푼의 타율을 남기며 6월에는 월간 MVP에 처음으로 선정되었다.
8월 30일 시점에서 당시 선두였던 세이부 라이온스와의 3경기 반차이로 있었지만 9월에는 타율 2할 9푼 7리, 홈런 5개, 18타점을 기록했고 팀은 무서운 기세로 승리를 거듭한 끝에 5일에는 리그 선두 자리를 탈환했다. 그리고 매직넘버 ‘1’로 맞이한 10월 7일, 홈구장에서 가진 최종전에서 오릭스의 가네다 마사히코로부터 6회말에 0-0로부터의 균형을 깨는 결승 홈런을 날렸다(1대 0로 승리). 최종적으로 시즌 31홈런과 105타점을 기록해 마쓰나카 노부히코 등과 함께 2년 연속 리그 우승에 기여했다. 일본 시리즈를 앞두고 4번 타자로서의 책임이 중요하다고 생각하여 맹연습을 실시했지만 과도한 연습 때문인지 옆구리를 다쳐 극도의 부진에 시달렸다. 일본 시리즈 우승 달성이 무산된 6차전에서는 선발로 나오지 못했고 동시에 팀은 패하면서 굴욕을 맛보게 되었다. 그런데도 시즌 종료 후 재계약과 관련해서는 정규 시즌에서 팀의 리그 연패를 이끌었다는 높은 평가를 받아 다음 연도에 만 30세가 되는 처음으로 연봉 1억 엔을 돌파한 선수가 되었다.

#### 2001년
321루타, 123타점, 그리고 44개의 홈런을 기록하여 처음으로 40개의 홈런 기록을 달성했고 그 해 마쓰나카 노부히코가 36홈런, 조지마 겐지가 31홈런, 이구치 다다히토가 30홈런을 연거푸 기록하면서 일본 프로 야구 사상 최초로 4명의 선수가 30개가 넘는 홈런 기록을 달성했다.

#### 2002년
등골 통증이나 근육 파열로 인한 부상속에서도 3년 연속이자 30개가 넘는 32개의 홈런을 기록했고 통산 1000안타를 1000번째 경기에서 달성하는 등의 맹활약을 했지만 팀은 2년 연속으로 2위에 그쳤다. 수비에서는 올스타전에서 우익수를, 미일 야구 대회에서는 2루수를 지켰다. 10월 12일, 시즌 마지막 경기인 긴테쓰전(후쿠오카 돔)에서 오쓰카 아키노리로부터 9회에 동점 홈런(32호)을 날렸지만 아래의 심각한 부상이 있어 이것이 자신의 다이에를 모체로 한 호크스의 마지막 출전이자 홈런이 되었다.

#### 2003년
2003년에는 선수회장을 마쓰나카에게 넘겨주면서 타격 연습에만 전념해 스프링 캠프를 소화했다. 그러나 3월 6일 세이부와의 시범경기에서 홈에 슬라이딩을 했을 때 시이기 다쿠미 포수와 충돌을 일으켜 오른쪽 무릎 인대가 끊어지는 큰 부상을 입어 완치까지 최저 6개월이라는 진단을 받아 미국 애리조나에 있는 재활훈련 시설에서 트레이닝에만 전념했다. 자신은 1경기에도 출전할 수 없었지만 팀은 3년 만에 리그 우승과 4년 만의 일본 시리즈 우승을 달성했다. 우승 결정전에서는 일시 귀국했고 그 이후에도 힘든 재활훈련 생활을 견뎌내며 캐치볼이나 실내에서의 타격 연습은 재개하고 있었다.

### 갑작스런 무상 트레이드
그러나 2003년 시즌 종료 후 많은 팬들로부터 ‘2004년 시즌에는 부활할 것이다’라고 큰 기대를 받고있던 고쿠보가 전대미문의 무상 트레이드를 강행해 요미우리 자이언츠로 이적하게 되었다(이른바 ‘고쿠보 사건’). 요미우리에 이적한 이유는 당시 고쓰카 다케시 구단 사장과의 의견차가 있었던 것과 미국에서의 약 2,000만엔이 드는 치료비와 도항비용을 구단에서 일체 지불되지 않았다는 등의 이유를 들 수 있는데 미국에서 일시 귀국한 6월 경에 고쿠보는 자유 계약을 하겠다는 의사를 다이에 구단 측에 전했다. 그리고 무상 트레이드가 된 이유는 당시 나카우치 다다시 구단주가 현금 트레이드의 배분을 고쿠보의 연봉에 추가해달라는 내용을 요미우리 측에 전달했다고 한다.
이 일로 인해 팀 동료와 호크스 팬들, 그리고 일본 야구계 전체에 큰 충격을 주었을 뿐만 아니라 다이에 선수들이 집단으로 우승기념 여행을 보이콧하는 사태로 번지는 등의 결과를 낳았다.

### 요미우리 자이언츠 시절

#### 2004년
개막전에 3번·3루수로서 출전해 이후의 경기에서는 후쿠하라 시노부로부터 도쿄 돔의 오른쪽 스탠드를 향해 요미우리 이적 후 처음으로 안타와 홈런을 동시에 기록했다. 이후에는 뚜렷한 성적이 나오지 않을 정도의 침체가 계속되었다.
그러나 서서히 무릎에 대한 불안도 없어지면서 5월에는 부담이 적은 ‘시계추타법’으로부터 원래의 ‘한발타법’으로 되돌아와 홈런을 양산하기 시작했고 전반기 마지막 3연전에서 4개의 홈런을 날리는 등의 활약으로 7월의 월간 MVP에 선정되었다. 시즌 후반에는 아테네 올림픽에 출전한 관계로 전력에서 이탈한 다카하시 요시노부를 대신해 요미우리 제69대 4번 타자로 낙점돼 나가시마 시게오, 하라 다쓰노리, 오치아이 히로미쓰, 기요하라 가즈히로 등이 달성할 수 없었던 요미우리의 우타자로서는 사상 최초의 시즌 40홈런 이상(41홈런)을 기록했다. 알렉스 라미레스가 후에 기록하는 것도 2011년 종료 시점으로, 아직 일본인으로서의 요미우리 우타자가 40홈런 이상을 기록한 것은 고쿠보가 유일하다. 타율에서도 개인 최고 성적인 3할 1푼 4리를 기록했다.

#### 2005년
그 해에 도입된 교류전에서 12개의 홈런을 때려내 교류전 홈런왕을 차지했다(그 해에는 홈런 부문에서 4명의 선수가 수상했다). 정규 시즌에서는 성적 부진이 길어진 탓인지 안정감은 없었지만 5월 3일부터 1경기를 제외한 전 경기에 4번 타자로 출전하였고 요코하마의 도이 요시히로로부터 프로 데뷔 후 처음으로 3타석 연속 홈런을 날리는 등 시즌에서 34개의 홈런을 기록해 성적 부진으로 침체를 겪고 있는 팀의 사정 속에서 고군분투의 활약을 보였다. FA권을 취득했지만 입단 시에 2년+1년(구단 측에 선택권이 있음) 옵션의 최고 3년 간 계약을 맺어 구단도 옵션을 행사해 요미우리에 잔류했다.

#### 2006년
요미우리 구단의 기요타케 히데토시 대표로부터 요미우리 제17대 주장을 맡아달라는 부탁을 받았는데 주장 제도는 1998년의 요시무라 사다아키 이래 8년 만에 부활되었지만 이적한 선수로서의 주장으로 지명을 받은 것은 처음이었다. 고쿠보가 착용한 유니폼의 오른쪽 소매에는 15×80mm의 주장이라고 새겨진 마크를 달고 있었고 연봉은 3억 엔에 달했다.
6번·3루수로서 개막전에 출전하는 것을 시작으로 4월에는 불방망이가 폭발하면서 3경기 연속을 포함한 9개의 홈런을 기록해 팀은 선두 자리를 지켰다. 그 후에는 컨디션이 떨어졌지만 찬스가 있는 상황에서 보내기 번트를 적극적으로 시도하는 등 6월 1일 삿포로 돔에서 열린 홋카이도 닛폰햄 파이터스전에서는 연장 12회에 다케다 마사루로부터 결승 홈런을 때려냈다. 그러나 다음날인 6월 2일 세이부전에서 와다 가즈히로의 타구를 처리할 때 오른쪽 엄지 손가락에 골절상을 입으면서 장기간 동안 팀에서 이탈하는 수모를 겪었다. 팀도 그 영향때문에 극도의 부진에 시달렸다. 재활훈련이 순조롭지는 못했지만 8월 18일의 주니치 드래건스전에서 1군에 복귀했고 타격면에서는 기대에 못 미쳤다. 최종적으로 4번 타자로서의 출전은 9월 3일 주니치전에서의 1경기뿐이며 타율은 2할 5푼 6리, 2루타 개수는 5개에 불과했고 팀도 2년 연속 B클래스(4위 ~ 6위)에 머물렀다.
시즌 종료 후인 11월 11일, FA에 의해 친정팀 다이에의 후신인 후쿠오카 소프트뱅크 호크스에 복귀하기로 결심했고 12월 10일에는 요시타케 신타로가 고쿠보의 인적 보상 선수로서 요미우리에 이적했다.

### 후쿠오카 소프트뱅크 시절

#### 2007년
복귀 1년 째인 2007년, 은사인 오 사다하루 감독을 헹가래 칠 수 있도록 노력하겠다는 남다른 각오로 스프링 캠프를 맞이하였고 동시에 금주도 결심했다. 오른쪽 다리 상태도 회복되면서 보호용구를 벗었고 개막전에 5번·3루수로 출전했다. 시즌 초반부터 호조를 유지하며 9홈런, 26타점, 득점권타율 3할 7푼 5리를 기록하며 3, 4월의 월간 MVP를 수상했다. 교류전에서는 역전 만루홈런을 때려내는 등의 활약을 보였지만 여름이 되면서 컨디션이 단번에 저하되었고 8월 말에는 사구에 의해 늑골이 골절되는 부상을 당했다. 그럼에도 불구하고 시즌 최종 성적은 팀내 1위의 25홈런과 82타점을 기록하면서 후반기에는 보내기 번트를 두 차례나 성공했다. 그러나 팀은 후반기에 들어서면서 예상보다 성적이 오르지 못했고 결국 2년 연속이 되는 3위에 끝났을 뿐만 아니라 일본 시리즈 진출을 결정짓는 클라이맥스 시리즈에서도 만족스러운 결과를 남기지 못한 채 시즌을 마감했다.

#### 2008년
마쓰다 노부히로가 두각을 나타내면서 1루수로 전향했고 2007년 시즌 종료 후 왼쪽 손목에 수술을 받아 스프링 캠프와 시범 경기에 완전히 나올 수 없어 2군에 잠시 머무르다 4월 8일에 1군에서의 시즌 개막전에 출전했다. 5번·1루수로서 선발 출전해 2개의 안타를 때려냈고 교류전에서도 기타큐슈 시민 구장에서의 요시미 유지로부터 장외 홈런을 날려내는 등의 활약을 보였다. 그러나 오 사다하루 감독으로서의 마지막 시즌이 된 2008년에는 고쿠보의 부상에 의한 등록 말소와 주력 선수들의 잇따른 성적 부진으로 악재가 겹치면서 1997년 이후 12년 만에 최하위로 떨어졌다. 고쿠보 본인도 2년 연속으로 20홈런을 기록했지만 타율 2할 5푼 3리와 56타점, 2할 6푼의 득점권타율을 남겼다.

#### 2009년
전년도 후반기에서의 최악의 성적 부진에 의해 체력 개조를 결심했고 체중을 감량하면서 웨이트 트레이닝을 강행했다. 그리고 감독으로 취임한 아키야마 고지에 의해 주장으로 발탁되었는데 주장 제도는 2002년의 이후 7년 만에 부활한 것이다. 부상자가 많은 팀의 사정 속에서도 팀내에서는 유일하게 전 경기에서의 클린업으로 선발 출전(12년 만에 마에다 도모노리와 함께 역대 최장 기록)해 그 중 138경기에서 1루수로 출전했다.
교류전에서는 팀의 2년 연속 우승 달성(연패)에 기여하였고 정규 시즌에서는 전년도 최하위에서 A클래스에 해당되는 3위로 끌어올렸을 뿐만 아니라 타격에서는 시즌 중반 이후에 4번 타자를 차지하며 팀을 이끌었다. 100경기 이상 출전하면서 처음으로 20홈런을 나누었지만 찬스가 있는 상황에서는 우측 방향에 가볍게 받아치는 타격을 보이는 등 득점권타율은 3할 3푼 6리를 기록했고 팀내 1위인 81타점을 남겼다. 그러나 2년 만에 출전한 클라이맥스 시리즈에서는 불방망이가 나오지 않았고 팀도 도호쿠 라쿠텐 골든이글스에게 2연패를 당했다.

#### 2010년
8년 만에 개막전에서의 4번 타자로 출전했고 4월 2일부터 11경기 연속 안타를 기록했지만 그 후에는 어깨통증에 의해 성적이 떨어지면서 1개월 간의 전력 이탈을 피할 수 없게 되었다. 이탈 중에 팀은 6연패 등 1위와의 승차가 5경기반 차이로 벌어지는 등의 위기에 몰렸다. 7월 10일에는 1군에 복귀하면서 고쿠보가 3경기만에 4번 타자로 돌아오면서 팀은 단번에 9연승을 기록했고 팀내에서는 호세 오티스에 뒤를 이은 승리타점 9개, 결승타도 리그 2위의 25개, 만루 등을 포함한 주자가 3루에 있을 때의 타율은 3할 1푼 9리를 기록하는 등의 활약을 보였다. 삼진 개수는 69개, 풀카운트로부터의 타율은 3할 4푼 9리, 병살타도 4개에 불과했고 최종적으로 출전한 112경기중 107경기에서의 4번 타자로 활약했다. 9월 18일, 세이부와의 3연전에서는 스스로 보내기 번트를 치는 등 우승의 집념을 보였다. 그리고 연장 11회말에 중간 계투인 브라이언 시코스키로부터 끝내기 2점 홈런을 날렸고 팀은 5연승을 기록하여 7년 만에 리그 우승을 제패했다. 승부처인 8, 9월의 모든 경기에 4번 타자로 출전, 타율 3할 3리와 병살타는 한 개도 없었다.
팀으로서 오랜 과제였던 클라이맥스 시리즈에서는 홈구장에서 맞이한 파이널 스테이지에서 1할 대의 타율과 3타점, 홈런도 단 한 개를 기록하지 못하는 부진을 겪었고 팀도 일본 시리즈 진출에 실패했다.

#### 2011년

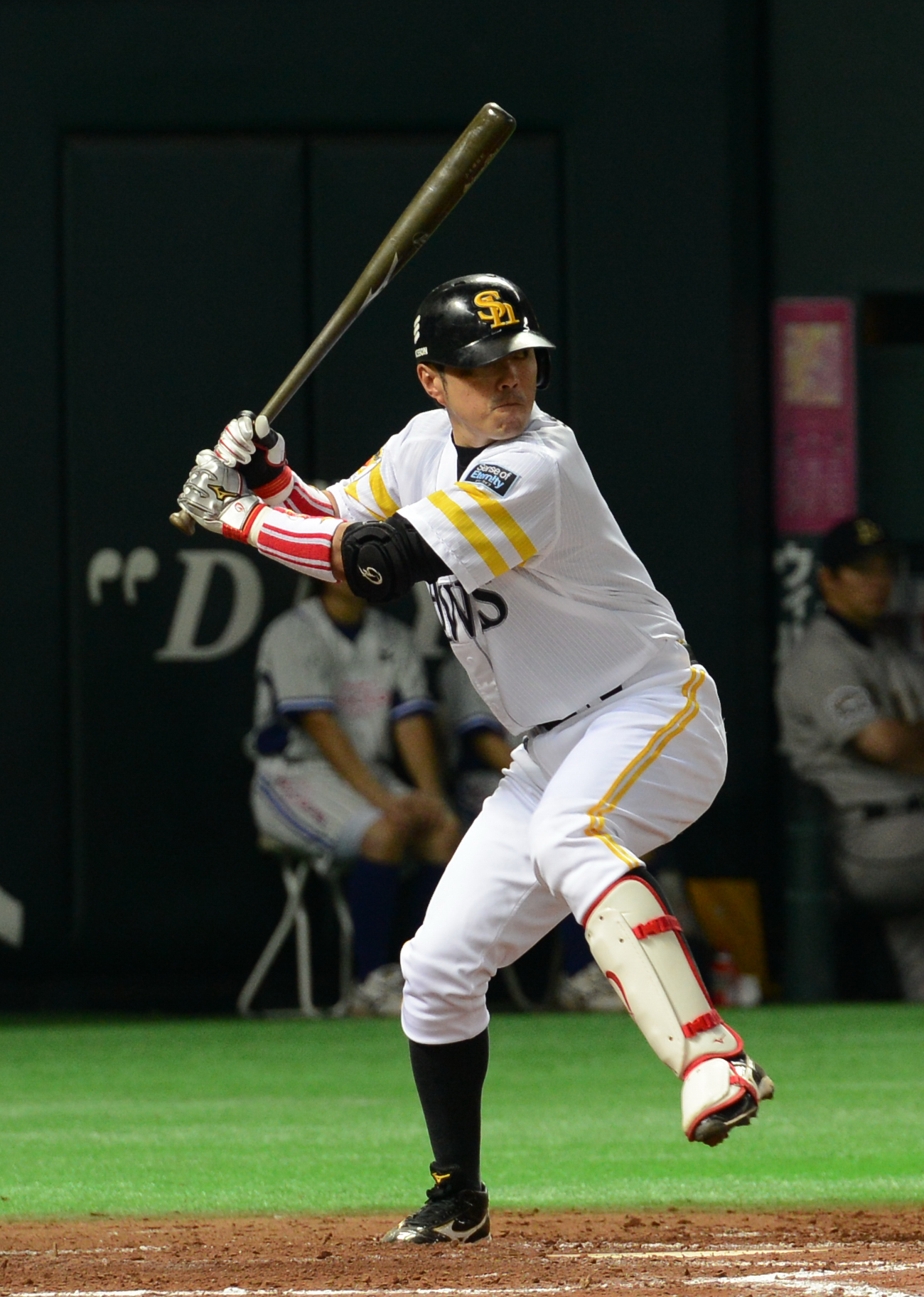
고쿠보 히로키의 타격 폼

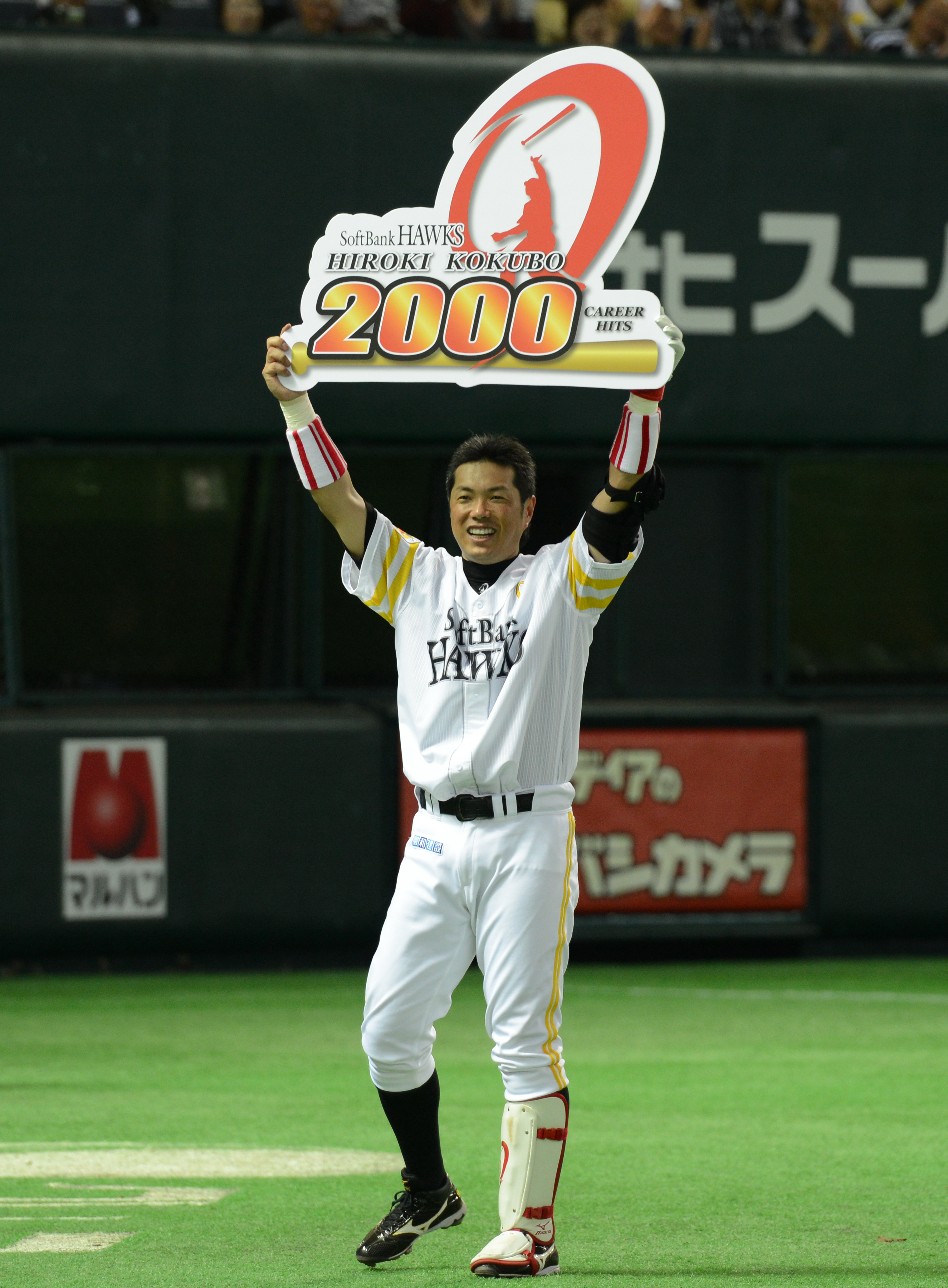
개인 통산 2000안타를 달성할 당시의 고쿠보(2012년 6월 24일)

개막전에서 오릭스 버펄로스의 기사누키 히로시로부터 사구를 받아 부상당했지만 열흘 만에 1군에 복귀했고 시즌 첫 안타이자 본인으로서는 3년 연속 10번째의 끝내기 안타가 되었다. 5월 12일에는 역대 16번째의 통산 400홈런을 달성했는데 대졸 선수로서는 역대 5번째의 기록이다. 좌우 100m 이상을 연고지로 둔 선수(후쿠오카 돔 15년, 도쿄 돔 3년)로서는 역사상 최초의 대기록을 수립했다.
정규 시즌에서는 8년 연속 두 자릿수 홈런도 기록하는 등의 활약을 했지만 후반기에는 거듭된 타격 부진도 있어 6월까지는 2할 9푼 8리를 기록한 타율은 7월 ~ 9월까지 2할 2푼 8리로 크게 떨어졌다. 8월 4일에는 오릭스의 다카미야 가즈야로부터 사구를 받아 부상당했고 9월 17일에는 목의 통증으로 출전 선수 등록이 말소되었다. 그러나 승리타점 11개를 기록하는 등 승부의 힘을 발휘했다. 일본 시리즈에서는 모두 출전해 타율 3할 2푼, 4차전과 5차전에서의 2경기 연속 선제타, 수비에서도 무실책과 팀으로서는 8년 만에 일본 시리즈 우승 달성에 기여한 공로로 일본 시리즈 MVP를 차지했다. 40세 1개월에서의 일본 시리즈 MVP를 차지한 것은 2011년 현재 최고령 기록이다(지금까지의 최고령 기록은 1999년의 아키야마 고지였다).

#### 2012년
오랜 세월 동안 부담을 안고 있었던 목의 통증을 없애는 수술을 받았고 개막전에서는 5번·1루수로서 출전했다. 그러나 통산 2000안타까지 1안타를 남겨두고 5월 25일 오전 중에 받은 검사로 요추의 디스크가 판명되어 선수 등록이 말소됐다. 그 해 6월 24일에 복귀하면서 이날 열린 홋카이도 닛폰햄 파이터스전에서 브라이언 울프로부터 중전 안타를 때려 사상 41번째 2000안타를 달성했다. 그 해 8월 14일 지바 롯데 마린스와의 경기 후 기자 회견을 열고 그 해 마지막으로 현역 은퇴를 표명했다. 은퇴 표명 후에도 출전을 계속해 9월 30일 홋카이도 닛폰햄 파이터스전에서는 10년 만에 2타석 연속 홈런을 기록했다. 이것으로 큰 부상에서 복귀한 2004년 이후 계속된 1경기 2홈런을 9년째 달성했다. 41세 생일을 맞은 10월 8일 오릭스 버팔로스와의 시즌 최종전에서 4번·1루수로 선발 출전했다. 이 경기 전날 고쿠보는 "직구만(으로 승부하는 것)은 그만두었으면 한다"라고 말했지만 오릭스의 선발이었던 니시 유키는 진검 승부로 도전, 이 경기에서 노히트 노런을 달성했다. 그래서 고쿠보도 무안타로 끝나고 최종 타석에서 유격수 땅볼에 그쳤다. 경기 후에는 은퇴식이 열렸다. 2012년의 퍼시픽 리그 클라이맥스 시리즈에는 파이널 스테이지 제2차전 제외하고 선발 출전하지만 최종 출전한 10월 19일 홋카이도 닛폰햄 파이터스전(파이널 스테이지 제3차전)의 9회 2사 주자 1루에서 고쿠보가 타석에 들어섰지만, 유격수 플라이에 그치고 경기는 종료, 소프트뱅크의 패퇴로 이것이 고쿠보의 현역 마지막 타석이 되고 말았다. 경기 후에는 양팀 선수들로부터 헹가래를 받았고. 11월 29일, 임의 은퇴가 공시되었다.

### 그 후
2013년부터는 NHK, 서일본 스포츠의 야구 해설자를 맡게 되었다. 공식 사이트도 개설했고, 자신의 손으로 쓴 자서전이 1월 30일 발간되었다. 11월부터는 일본 야구 국가 대표 팀의 감독을 맡게 되었다.

## 상세 정보

### 출신 학교
- 와카야마 현립 세이린 고등학교
- 아오야마가쿠인 대학

### 선수 경력
- 후쿠오카 다이에 호크스(1994년 ~ 2003년)
- 요미우리 자이언츠(2004년 ~ 2006년)
- 후쿠오카 소프트뱅크 호크스(2007년 ~ 2012년)

국가 대표 경력
- 바르셀로나 올림픽 일본 국가대표팀(1992년)

### 지도자 경력
- 후쿠오카 소프트뱅크 호크스 1군 수석 코치(2021년)
- 후쿠오카 소프트뱅크 호크스 2군 감독(2022년 ~ 2023년)
- 후쿠오카 소프트뱅크 호크스 감독(2024년 ~ )

### 수상·타이틀 경력

#### 타이틀
- 홈런왕: 1회(1995년)
- 타점왕: 1회(1997년)

#### 수상
- 베스트 나인: 3회(1995년, 1997년, 2011년)[4]
- 골든 글러브상: 3회(1995년, 2010년, 2011년)[5]
- 슈퍼 슬러거상: 1회(1995년)
- 월간 MVP: 3회(2000년 6월, 2004년 7월, 2007년 4월)
- 컴백상(2004년)
- 도쿄 돔 MVP: 1회(2004년)
- 일본 시리즈 MVP: 1회(2011년)
- ‘조지아혼’상: 1회(2012년도 제10회)
- 퍼시픽 리그 공로상: 1회(2012년)[6]

#### 국제 대회
- 바르셀로나 올림픽 동메달(1992년)

### 주요 기록

#### 첫 기록
- 첫 출장·첫 선발 출장: 1994년 4월 9일, 대 오릭스 블루웨이브 1차전(그린 스타디움 고베), 6번·우익수로서 선발 출장
- 첫 타석·첫 삼진: 상동, 2회초에 호시노 노부유키로부터
- 첫 안타: 1994년 4월 10일, 대 오릭스 블루웨이브 2차전(그린 스타디움 고베), 7회초에 노다 고지로부터 좌월 2루타
- 첫 타점: 1994년 6월 26일, 대 세이부 라이온스 13차전(세이부 라이온스 구장), 5회초에 오노 가즈요시로부터 좌익 희생 플라이
- 첫 홈런: 1994년 7월 5일, 대 지바 롯데 마린스 13차전(기타큐슈 시민 구장), 2회말에 소노카와 가즈미로부터
- 첫 도루: 1994년 7월 13일, 대 오릭스 블루웨이브 13차전(후쿠오카 돔), 7회말에 2루 안착(투수: 노무라 다카히토, 포수: 다카다 마코토)

#### 기록 달성 경력
- 통산 100홈런: 1999년 4월 29일, 대 닛폰햄 파이터스 6차전(도쿄 돔), 3회초에 이와모토 쓰토무로부터 ※역대 202번째
- 통산 150홈런: 2000년 9월 24일, 대 오사카 긴테쓰 버펄로스 26차전(오사카 돔), 10회초에 오쓰카 아키노리로부터 ※역대 116번째
- 통산 200홈런: 2002년 4월 9일, 대 오사카 긴테쓰 버펄로스 1차전(후쿠오카 돔), 7회말에 세키구치 이오리로부터 ※역대 75번째
- 통산 1000경기 출장: 2002년 9월 17일, 대 오릭스 블루웨이브 25차전(후쿠오카 돔), 4번·3루수로서 선발 출장 ※역대 382번째
- 통산 1000안타: 2002년 9월 27일, 대 세이부 라이온스 25차전(후쿠오카 돔), 1회말에 고토 미쓰타카로부터 좌월 선제 2점 홈런 ※역대 211번째
- 통산 250홈런: 2004년 7월 2일, 대 히로시마 도요 카프 16차전(히로시마 시민 구장), 3회초에 사사오카 신지로부터 ※역대 46번째
- 통산 300홈런: 2005년 9월 10일, 대 주니치 드래건스 18차전(도쿄 돔), 3회말에 루이스 마르티네즈로부터 ※역대 31번째
- 통산 1000삼진: 2006년 9월 23일, 대 한신 타이거스 19차전(도쿄 돔), 3회말에 시모야나기 쓰요시로부터 ※역대 40명째
- 통산 1000타점: 2007년 7월 18일, 대 홋카이도 닛폰햄 파이터스 14차전(삿포로 돔), 5회초에 브라이언 스위니로부터 좌익 적시 2루타 ※역대 30번째
- 통산 1500안타: 2007년 9월 15일, 대 홋카이도 닛폰햄 파이터스 20차전(후쿠오카 Yahoo! JAPAN 돔), 9회말에 에지리 신타로로부터 좌전 안타 ※역대 94번째
- 통산 1500경기 출장: 2008년 4월 13일, 대 사이타마 세이부 라이온스 6차전(후쿠오카 Yahoo! JAPAN 돔), 5번·1루수로서 선발 출장 ※역대 157번째
- 통산 350홈런: 2008년 4월 30일, 대 사이타마 세이부 라이온스 8차전(세이부 돔), 2회초에 이시이 가즈히사로부터 좌월 선제 솔로 홈런 ※역대 21번째
- 통산 300개의 2루타: 2008년 9월 7일, 대 지바 롯데 마린스 20차전(후쿠오카 Yahoo! JAPAN 돔), 7회말에 고미야마 사토루로부터 ※역대 50번째
- 통산 1000득점: 2010년 5월 3일, 대 오릭스 버펄로스 7차전(스카이마크 스타디움), 1회초에 기시다 마모루로부터 좌월 2점 홈런을 때려내면서 달성 ※역대 37번째
- 통산 350개의 2루타: 2011년 4월 24일, 대 지바 롯데 마린스 2차전(후지사키다이 현영 야구장), 1회말에 미쓰하라 아쓰히로로부터 좌익선상 적시 2루타 ※역대 31번째
- 통산 400홈런: 2011년 5월 12일, 대 오릭스 버펄로스 6차전(후쿠오카 Yahoo! JAPAN 돔), 4회말에 알프레도 피가로로부터 좌월 솔로 홈런 ※역대 16번째
- 통산 3500루타: 2011년 5월 15일, 대 사이타마 세이부 라이온스 6차전(후쿠오카 Yahoo! JAPAN 돔), 4회말에 호아시 가즈유키로부터 우중간 적시 2루타 ※역대 25번째
- 통산 2000안타: 2012년 6월 24일, 대 홋카이도 닛폰햄 파이터스 9차전(후쿠오카 Yahoo! JAPAN 돔), 4회말에 브라이언 울프로부터 중전 안타 ※역대 41번째
- 통산 2000경기 출장: 2012년 6월 28일, 대 오릭스 버펄로스 12차전(후쿠오카 Yahoo! JAPAN 돔), 6번·1루수로서 선발 출장 ※역대 46번째
- 통산 1500삼진: 2012년 8월 22일, 대 사이타마 세이부 라이온스 17차전(세이부 돔), 4회초에 기쿠치 유세이로부터 ※역대 11번째

#### 기타
- 10경기 연속 타점(2000년 6월 20일 ~ 7월 4일)
- 210차례 수비 기회 연속 무실책(2001년 5월 13일 ~ 9월 9일) ※3루수로서의 퍼시픽 리그 기록
- 통산 만루 홈런: 13개 ※역대 4위 타이
- 골든 글러브상을 재수상할 때까지의 최장 공백 기록: 15년(1995년 ~ 2010년)
- 통산 안타 1999번째 기록일부터 2000개 안타 달성일까지의 최장 일수 기록: 33일(2012년 5월 22일 ~ 6월 24일)
- 올스타전 출장: 11회(1995년 ~ 1997년, 2000년 ~ 2002년, 2004년, 2007년 ~ 2009년, 2011년) ※1998년, 2006년에는 팬 투표로 선정됐지만 부상 때문에 결장[7]

### 등번호

#### 선수 시절
- 8 (1992년 바르셀로나 올림픽 등번호)
- 9(1994년 ~ 2003년·후쿠오카 다이에 호크스 / 2007년 ~ 2012년·후쿠오카 소프트뱅크 호크스)
- 6(2004년 ~ 2006년·요미우리 자이언츠)

#### 감독·코치 시절
- 90(2013년 10월 ~ 2017년, 2021년 ~ )

### 연도별 타격 성적
| 연 도      | 소 속      | 경 기 | 타 석 | 타 수 | 득 점 | 안 타 | 2 루 타 | 3 루 타 | 홈 런 | 루 타 | 타 점 | 도 루 | 도 루 자 | 희 생 번 | 희 생 플 | 볼 넷 | 고 4 | 사 구 | 삼 진 | 병 살 타 | 타 율 | 출 루 율 | 장 타 율 | O P S |
| ---------- | ---------- | ----- | ----- | ----- | ----- | ----- | ------- | ------- | ----- | ----- | ----- | ----- | -------- | -------- | -------- | ----- | ---- | ----- | ----- | -------- | ----- | -------- | -------- | ----- |
| 1994년     | 다이에     | 78    | 191   | 177   | 18    | 38    | 6       | 0       | 6     | 62    | 20    | 2     | 1        | 4        | 2        | 8     | 0    | 0     | 31    | 5        | .215  | .246     | .350     | .596  |
| 1995년     | 다이에     | 130   | 538   | 465   | 72    | 133   | 20      | 9       | 28    | 255   | 76    | 14    | 4        | 5        | 6        | 50    | 7    | 12    | 94    | 16       | .286  | .366     | .548     | .914  |
| 1996년     | 다이에     | 126   | 539   | 478   | 73    | 118   | 26      | 3       | 24    | 222   | 82    | 7     | 3        | 0        | 6        | 48    | 1    | 7     | 95    | 13       | .247  | .321     | .464     | .785  |
| 1997년     | 다이에     | 135   | 588   | 527   | 88    | 159   | 37      | 3       | 36    | 310   | 114   | 4     | 3        | 0        | 5        | 52    | 2    | 4     | 112   | 16       | .302  | .366     | .588     | .954  |
| 1998년     | 다이에     | 17    | 75    | 71    | 7     | 16    | 3       | 1       | 2     | 27    | 11    | 0     | 0        | 0        | 0        | 3     | 1    | 1     | 19    | 1        | .225  | .267     | .380     | .647  |
| 1999년     | 다이에     | 130   | 538   | 465   | 60    | 109   | 24      | 2       | 24    | 209   | 77    | 4     | 2        | 3        | 6        | 62    | 1    | 2     | 103   | 8        | .234  | .323     | .449     | .773  |
| 2000년     | 다이에     | 125   | 520   | 473   | 87    | 136   | 26      | 3       | 31    | 261   | 105   | 5     | 2        | 0        | 6        | 31    | 2    | 10    | 85    | 13       | .288  | .340     | .552     | .892  |
| 2001년     | 다이에     | 138   | 605   | 535   | 108   | 155   | 32      | 1       | 44    | 321   | 123   | 6     | 1        | 0        | 5        | 62    | 3    | 3     | 97    | 6        | .290  | .364     | .600     | .964  |
| 2002년     | 다이에     | 136   | 579   | 507   | 89    | 148   | 25      | 0       | 32    | 269   | 89    | 8     | 1        | 0        | 3        | 63    | 3    | 6     | 90    | 10       | .292  | .375     | .531     | .905  |
| 2004년     | 요미우리   | 125   | 508   | 462   | 85    | 145   | 24      | 2       | 41    | 296   | 96    | 0     | 0        | 0        | 2        | 42    | 1    | 2     | 101   | 6        | .314  | .372     | .641     | 1.013 |
| 2005년     | 요미우리   | 142   | 592   | 524   | 77    | 147   | 25      | 0       | 34    | 274   | 87    | 1     | 1        | 0        | 1        | 62    | 0    | 5     | 114   | 11       | .281  | .361     | .523     | .884  |
| 2006년     | 요미우리   | 88    | 344   | 308   | 37    | 79    | 5       | 0       | 19    | 141   | 55    | 1     | 0        | 2        | 2        | 31    | 3    | 1     | 68    | 6        | .256  | .325     | .458     | .782  |
| 2007년     | 소프트뱅크 | 124   | 514   | 466   | 70    | 129   | 26      | 0       | 25    | 230   | 82    | 2     | 4        | 2        | 2        | 41    | 4    | 3     | 103   | 9        | .277  | .338     | .494     | .831  |
| 2008년     | 소프트뱅크 | 106   | 434   | 383   | 45    | 97    | 21      | 0       | 20    | 178   | 56    | 1     | 1        | 0        | 3        | 42    | 0    | 6     | 95    | 11       | .253  | .334     | .465     | .799  |
| 2009년     | 소프트뱅크 | 144   | 605   | 533   | 64    | 142   | 27      | 0       | 18    | 223   | 81    | 2     | 2        | 0        | 6        | 50    | 4    | 16    | 101   | 13       | .266  | .344     | .418     | .762  |
| 2010년     | 소프트뱅크 | 112   | 469   | 427   | 60    | 119   | 22      | 0       | 15    | 186   | 68    | 1     | 2        | 1        | 3        | 34    | 0    | 4     | 69    | 4        | .279  | .335     | .436     | .771  |
| 2011년     | 소프트뱅크 | 98    | 372   | 342   | 31    | 92    | 21      | 0       | 10    | 143   | 48    | 0     | 1        | 0        | 2        | 22    | 0    | 6     | 72    | 7        | .269  | .323     | .418     | .741  |
| 2012년     | 소프트뱅크 | 103   | 357   | 331   | 20    | 79    | 11      | 0       | 4     | 102   | 34    | 0     | 0        | 3        | 3        | 20    | 0    | 0     | 67    | 6        | .239  | .280     | .308     | .588  |
| 통산: 18년 | 통산: 18년 | 2057  | 8368  | 7474  | 1091  | 2041  | 381     | 24      | 413   | 3709  | 1304  | 58    | 28       | 20       | 63       | 723   | 32   | 88    | 1516  | 161      | .273  | .342     | .496     | .840  |

- 굵은 글씨는 시즌 최고 성적.
- 다이에(후쿠오카 다이에 호크스)는 2005년에 소프트뱅크(후쿠오카 소프트뱅크 호크스)로 구단명을 변경

### 연도별 수비 성적
| 연도 | 1루  | 1루  | 1루  | 1루  | 1루  | 1루    | 2루  | 2루  | 2루  | 2루  | 2루  | 2루    | 3루  | 3루  | 3루  | 3루  | 3루  | 3루    | 외야 | 외야 | 외야 | 외야 | 외야 | 외야   |
| 연도 | 경기 | 척살 | 보살 | 실책 | 병살 | 수비율 | 경기 | 척살 | 보살 | 실책 | 병살 | 수비율 | 경기 | 척살 | 보살 | 실책 | 병살 | 수비율 | 경기 | 척살 | 보살 | 실책 | 병살 | 수비율 |
| ---- | ---- | ---- | ---- | ---- | ---- | ------ | ---- | ---- | ---- | ---- | ---- | ------ | ---- | ---- | ---- | ---- | ---- | ------ | ---- | ---- | ---- | ---- | ---- | ------ |
| 1994 | -    | -    | -    | -    | -    | -      | 9    | 3    | 7    | 0    | 1    | 1.000  | 15   | 6    | 13   | 0    | 4    | 1.000  | 51   | 69   | 3    | 2    | 0    | .973   |
| 1995 | -    | -    | -    | -    | -    | -      | 130  | 304  | 372  | 9    | 75   | .987   | -    | -    | -    | -    | -    | -      | 1    | 0    | 0    | 0    | 0    | -      |
| 1996 | 1    | 0    | 0    | 0    | 0    | -      | 123  | 291  | 338  | 4    | 81   | .994   | 5    | 2    | 4    | 0    | 0    | 1.000  | -    | -    | -    | -    | -    | -      |
| 1997 | 21   | 153  | 13   | 0    | 7    | 1.000  | 106  | 268  | 278  | 6    | 60   | .989   | 11   | 7    | 14   | 1    | 0    | .955   | -    | -    | -    | -    | -    | -      |
| 1998 | 6    | 3    | 0    | 0    | 1    | 1.000  | -    | -    | -    | -    | -    | -      | 15   | 9    | 21   | 4    | 7    | .882   | -    | -    | -    | -    | -    | -      |
| 1999 | 72   | 500  | 27   | 1    | 38   | .998   | -    | -    | -    | -    | -    | -      | 59   | 36   | 79   | 5    | 8    | .958   | -    | -    | -    | -    | -    | -      |
| 2000 | 1    | 9    | 2    | 1    | 0    | .917   | -    | -    | -    | -    | -    | -      | 119  | 78   | 196  | 4    | 14   | .986   | -    | -    | -    | -    | -    | -      |
| 2001 | -    | -    | -    | -    | -    | -      | -    | -    | -    | -    | -    | -      | 135  | 110  | 229  | 5    | 25   | .985   | -    | -    | -    | -    | -    | -      |
| 2002 | -    | -    | -    | -    | -    | -      | -    | -    | -    | -    | -    | -      | 135  | 101  | 199  | 7    | 16   | .977   | -    | -    | -    | -    | -    | -      |
| 2003 | -    | -    | -    | -    | -    | -      | -    | -    | -    | -    | -    | -      | -    | -    | -    | -    | -    | -      | -    | -    | -    | -    | -    | -      |
| 2004 | -    | -    | -    | -    | -    | -      | -    | -    | -    | -    | -    | -      | 121  | 79   | 195  | 8    | 15   | .972   | -    | -    | -    | -    | -    | -      |
| 2005 | -    | -    | -    | -    | -    | -      | -    | -    | -    | -    | -    | -      | 142  | 102  | 248  | 4    | 21   | .989   | -    | -    | -    | -    | -    | -      |
| 2006 | -    | -    | -    | -    | -    | -      | -    | -    | -    | -    | -    | -      | 87   | 57   | 144  | 6    | 17   | .971   | -    | -    | -    | -    | -    | -      |
| 2007 | 6    | 58   | 5    | 1    | 2    | .984   | -    | -    | -    | -    | -    | -      | 106  | 58   | 175  | 10   | 27   | .959   | -    | -    | -    | -    | -    | -      |
| 2008 | 83   | 673  | 47   | 2    | 48   | .997   | -    | -    | -    | -    | -    | -      | -    | -    | -    | -    | -    | -      | -    | -    | -    | -    | -    | -      |
| 2009 | 138  | 1134 | 74   | 8    | 86   | .993   | -    | -    | -    | -    | -    | -      | -    | -    | -    | -    | -    | -      | -    | -    | -    | -    | -    | -      |
| 2010 | 108  | 815  | 52   | 2    | 62   | .998   | -    | -    | -    | -    | -    | -      | -    | -    | -    | -    | -    | -      | -    | -    | -    | -    | -    | -      |
| 2011 | 75   | 560  | 29   | 1    | 54   | .998   | -    | -    | -    | -    | -    | -      | -    | -    | -    | -    | -    | -      | -    | -    | -    | -    | -    | -      |
| 2012 | 90   | 654  | 47   | 3    | 44   | .996   | -    | -    | -    | -    | -    | -      | -    | -    | -    | -    | -    | -      | -    | -    | -    | -    | -    | -      |
| 통산 | 607  | 4559 | 296  | 19   | 342  | .996   | 368  | 866  | 995  | 19   | 217  | .990   | 950  | 645  | 1517 | 54   | 154  | .976   | 52   | 69   | 3    | 2    | 0    | .973   |

## 같이 보기
- 일본 프로 야구 컴백상